# 天堂寨林场
天堂寨林场，是中华人民共和国湖北省黄冈市罗田县下辖的一个类似乡级单位。

## 行政区划
下辖以下地区：
黄柏山村和吊桥河村。